# Emebet Abossa
Emebet Abossa (ook geschreven als Emebet Abosa) (12 september 1974) is een in Zwitserland wonende Ethiopische voormalige marathonloopster.

## Loopbaan
In 1999 won Abossa de Marathon van Défi Val-de-Travers.
Haar beste tijd realiseerde ze in 2003, toen ze de marathon van Lausanne won in 2:34.39. Ook won Abossa driemaal de Jungfrau Marathon (2003 tot 2005) en werd ze in 2004 derde op de marathon van Zürich, welke prestatie zij in 2004 en 2005 evenaarde.

## Persoonlijke records
| Onderdeel      | Prestatie | Datum             | Plaats   |
| -------------- | --------- | ----------------- | -------- |
| 15 km          | 52.58     | 20 maart 2004     | Kerzers  |
| 10 mijl        | 59.31     | 10 mei 2003       | Bern     |
| 20 km          | 1:16.38   | 24 april 2010     | Lausanne |
| halve marathon | 1:15.37   | 18 september 2004 | Uster    |
| marathon       | 2:34.40   | 26 oktober 2003   | Lausanne |

## Palmares

### halve marathon
- 1992: 62e WK in South Shields - 1:15.29
- 1996: 35e WK in Palma de Mallorca - 1:16.16

### marathon
- 1993: 11e marathon van Tokio - 2:43.30
- 1996: 7e marathon van Turijn - 2:40.30
- 1997: 4e marathon van Rome - 2:39.15
- 1999:  marathon van Défi Val-de-Travers
- 2001:  marathon van Rome - 2:36.30
- 2002: 6e marathon van Lausanne - 2:49.37
- 2003:  marathon van Lausanne - 2:34.39
- 2003:  Jungfrau Marathon - 3:21.46
- 2004:  marathon van Zürich - 2:36.20
- 2004:  Jungfrau Marathon - 3:23.11
- 2004:  marathon van Reims - 2:35.59
- 2005:  marathon van Zürich - 2:39.01
- 2005:  Jungfrau Marathon - 3:29.15
- 2009: 8e marathon van Zürich - 2:43.50
- 2010:  marathon van Zürich - 2:44.40